# Myiopharus connexus
Myiopharus connexus là một loài ruồi trong họ Tachinidae.